# Armée blanche Nuer

Drapeau de l'armée blanche Nuer.

L'armée blanche Nuer, parfois appelée armée blanche ou White Army, est le nom semi-officiel d'une organisation militante ethnique Nuer du centre et de l'est du Nil Supérieur au Soudan du Sud, formée vers 1991. Selon le Small Arms Survey (en), elle naît du schisme de 1991 au sein du Mouvement/Armée populaire de libération du Soudan (SPLM/A) dans le double but de défendre les troupeaux de bétail Nuer des groupes voisins et de combattre dans la deuxième guerre civile soudanaise entre le SPLM/A et le gouvernement soudanais.
Bien que l'on rapporte parfois que l'Armée blanche soit ainsi nommée en raison de la pratique des Nuer consistant à enduire leur peau d'une cendre de couleur claire pour se protéger des insectes piqueurs, d'autres sources affirment que le nom est simplement destiné à établir une distinction entre la milice Nuer et les Forces armées soudanaises, avec les forces irrégulières « blanches » opposées aux forces régulières « noires ».